# Slowenische Volleyballnationalmannschaft der Frauen
Die slowenische Volleyballnationalmannschaft der Frauen ist eine Auswahl der besten slowenischen Spielerinnen, die den Odbojkarska Zveza Slovenije bei internationalen Turnieren und Länderspielen repräsentiert.

## Geschichte
Slowenische Mannschaften nehmen seit der Unabhängigkeit 1991 an internationalen Wettbewerben teil. Zuvor waren die Volleyballspielerinnen Teil der jugoslawischen Nationalmannschaft.

### Weltmeisterschaften
Slowenien konnte sich bisher noch nie für eine Volleyball-Weltmeisterschaft qualifizieren. Bei der Qualifikation zur WM 2018 wurde die Mannschaft Gruppenzweiter hinter Deutschland und hat in der letzten Qualifikationsrunde noch die Chance auf die erste Endrundenteilnahme.

### Olympische Spiele
Slowenien nahm noch nie an einem olympischen Volleyballturnier teil.

### Europameisterschaften
Bei der Europameisterschaft 2015 nahm Slowenien erstmals an der Endrunde teil. Dabei schied die Mannschaft als siegloser Gruppenletzter in der ersten Runde aus. In der Qualifikation für die EM 2017 musste sich Slowenien in der zweiten Runde geschlagen geben.

### World Cup
Am Volleyball World Cup war Slowenien bisher nicht beteiligt.

### World Grand Prix
Auch der Volleyball World Grand Prix fand bisher ohne Slowenien statt.

### Europaliga
Slowenien nahm bisher zweimal an der Europaliga teil. 2014 wurde die Mannschaft Gruppenletzter in der Vorrunde und belegte damit den siebten Platz. Den bislang größten Erfolg gab es 2016, als Slowenien als Gruppensieger ins Halbfinale kam und nach der Niederlage gegen die Slowakei Dritter wurde.